# Greybull
Greybull és una població dels Estats Units a l'estat de Wyoming. Segons el cens del 2000 tenia 1.815 habitants.

## Demografia
Segons el cens del 2000, Greybull tenia 1.815 habitants, 781 habitatges, i 500 famílies. La densitat de població era de 393,7 habitants/km².
Dels 781 habitatges en un 28,6% hi vivien nens de menys de 18 anys, en un 51,7% hi vivien parelles casades, en un 7,6% dones solteres, i en un 35,9% no eren unitats familiars. En el 32% dels habitatges hi vivien persones soles el 14,5% de les quals corresponia a persones de 65 anys o més que vivien soles. El nombre mitjà de persones vivint en cada habitatge era de 2,32 i el nombre mitjà de persones que vivien en cada família era de 2,92.
Per edats la població es repartia de la següent manera: un 26,6% tenia menys de 18 anys, un 7,3% entre 18 i 24, un 23,5% entre 25 i 44, un 25,6% de 45 a 60 i un 17,1% 65 anys o més.
L'edat mediana era de 40 anys. Per cada 100 dones de 18 o més anys hi havia 95,5 homes.
La renda mediana per habitatge era de 29.674 $ i la renda mediana per família de 36.964 $. Els homes tenien una renda mediana de 29.063 $ mentre que les dones 17.500 $. La renda per capita de la població era de 15.383 $. Entorn del 12% de les famílies i el 14,7% de la població estaven per davall del llindar de pobresa.

## Poblacions més properes
El següent diagrama mostra les poblacions més properes.